# Petrobius
Genre
Petrobius est un genre d'insectes Archaeognathes de la famille des Machilidae. 

## Liste d'espèces
Selon Fauna Europaea (26 janvier 2023) :
- Petrobius adriaticus (Verhoeff, 1912)
- Petrobius artemisiae Mendes, 1980
- Petrobius brevistylis Carpenter, 1913
- Petrobius crimeus Kaplin, 1983
- Petrobius maritimus (Leach, 1909)

Selon ITIS (26 janvier 2023) :
- Petrobius brevistylis Carpenter, 1913
- Petrobius maritimus (Leach, 1909)